# 富寧郡
富寧郡（プリョンぐん）は、朝鮮民主主義人民共和国咸鏡北道に属する郡。鉱業が盛んである。

## 地理
内陸に位置し、東から南に清津市、北に会寧市、西に茂山郡と接する。

## 歴史
植民地期までの富寧郡は、現在の清津市の大部分を含み、海に面した大きな郡であった。
三国時代には高句麗の領域で、のちに渤海国がこの地を治めた。渤海の東京龍原府はこの付近（現在の清津市富居里）に置かれていたと考えられている。
渤海の滅亡後は女真族の領域となり、高麗・李氏朝鮮と女真族との抗争の地となった。高麗末には石幕城と称された。李氏朝鮮王朝の世宗は、この地に六鎮の一つ・寧北鎮を置いた。大韓帝国期に富寧郡の一部であった清津が開港地となる。植民地期には咸鏡北道に属した。

### 年表
この節の出典

#### 富寧郡(第1次)
- 1398年 - 石幕城と称される。
- 1431年 - 石幕城に寧北鎮が設置され、節制使が鏡城郡を兼ねた。
- 1449年 - 富居県を廃して民戸を石幕城に移し、富寧と改称する。のちに都護府に昇格した。
- 1895年 - 富寧郡となる。
- 1908年 - 清津が開港地となる。
- 1910年 - 清津府に編入される。
- 1914年4月1日 - 郡面併合により、咸鏡北道清津府の大部分(青下面の一部を除く)に会寧郡の観海面を編入させて富寧郡が発足。富寧郡に以下の面が成立。(8面)
  - 下茂山面・西上面・石幕面・青岩面・連川面・富居面・三海面・観海面
- 1939年 - 青岩面の一部が清津府に編入。(8面)
- 1943年10月1日 (8面)
  - 下茂山面が富寧面に改称。
  - 青岩面の一部が清津府に編入。
- 1945年(光復直後) (8面)
  - 清津府の一部が石幕面に編入。
  - 青岩面の一部が清津市に編入。
- 1949年 (5面)
  - 連川面・富居面・三海面・観海面が新設の羅津郡に編入。
  - 清津市の一部が分立し、輸城面が発足。
- 1950年 - 清津市の一部が青岩面に編入。(5面)
- 1952年12月 - 郡面里統廃合により、咸鏡北道富寧郡青岩面・富寧面・石幕面および輸城面・西上面の各一部、羅津郡連川面および富居面の一部地域をもって、富寧郡を設置。富寧郡に以下の邑・里が成立。(1邑18里)
  - 富寧邑・連川里・石幕里・最賢里・兄弟里・金降里・橋院里・麻田里・連津里・倉坪里・沙口里・稷下里・沙河里・南夕里・芹洞里・舞袖里・古茂山里・旧邑里・土幕里
- 1952年末 - 古茂山里が古茂山労働者区に昇格。(1邑1労働者区17里)
- 1954年10月 (1邑2労働者区17里)
  - 富寧邑の一部が分立し、松谷里が発足。
  - 芹洞里の一部が富寧邑に編入。
  - 旧邑里が旧邑労働者区に昇格。
- 1960年10月 - 富寧郡廃止。
  - 古茂山労働者区・旧邑労働者区・石幕里・沙河里・金降里・兄弟里・最賢里・舞袖里・倉坪里が新設の清津市富寧区域に編入。
  - 橋院里・連川里・連津里・麻田里・沙口里が羅津郡に編入。
  - 富寧邑・南夕里・松谷里・芹洞里が新設の清津市松坪区域に編入。
  - 稷下里・土幕里が新設の清津市青岩区域に編入。

#### 富寧区域(第1次)
- 1960年10月 - 咸鏡北道富寧郡古茂山労働者区・旧邑労働者区・石幕里・沙河里・金降里・兄弟里・最賢里・舞袖里・倉坪里をもって、清津市富寧区域を設置。(2洞7里)
  - 古茂山労働者区が古茂山洞に昇格。
  - 旧邑労働者区が富寧洞に昇格。
  - 沙河里の一部が石幕里に編入。
- 1963年11月 - 清津市の昇格に伴い、清津直轄市富寧区域となる。(3洞7里)
  - 古茂山洞が分割され、古茂山一洞・古茂山二洞が発足。
- 1967年8月 - 咸鏡北道羅津郡連川里・連津里・麻田里・龍済里・富居里・沙口里・橋院里を編入。(3洞14里)
- 1967年10月 - 富寧洞が分割され、富寧一洞・富寧二洞が発足。(4洞14里)
- 1970年7月 - 富寧区域廃止。
  - 古茂山一洞・古茂山二洞・富寧一洞・富寧二洞・石幕里・沙河里・金降里・兄弟里・最賢里・舞袖里・倉坪里・連川里・連津里・麻田里・龍済里・富居里・沙口里・橋院里が新設の咸鏡北道富寧郡に編入。

#### 富寧郡(第2次)
- 1970年7月 - 清津直轄市富寧区域富寧郡古茂山一洞・古茂山二洞・富寧一洞・富寧二洞・石幕里・沙河里・金降里・兄弟里・最賢里・舞袖里・倉坪里・連川里・連津里・麻田里・龍済里・富居里・沙口里・橋院里をもって、咸鏡北道富寧郡を設置。(1邑1労働者区14里)
  - 富寧一洞・富寧二洞が合併し、富寧邑が発足。
  - 古茂山一洞・古茂山二洞が合併し、古茂山労働者区が発足。
- 1972年7月 - 富寧郡廃止。
  - 富寧邑・古茂山労働者区・沙河里・石幕里・金降里・兄弟里・最賢里・倉坪里・舞袖里が新設の清津市富寧区域に編入。
  - 橋院里・連川里・麻田里・沙口里・龍済里・富居里・連津里が清津市青岩区域に編入。

#### 富寧区域(第2次)
- 1972年7月 - 咸鏡北道富寧郡富寧邑・古茂山労働者区・沙河里・石幕里・金降里・兄弟里・最賢里・倉坪里・舞袖里をもって、清津市富寧区域を設置。(4洞7里)
  - 富寧邑が分割され、富寧一洞・富寧二洞が発足。
  - 古茂山労働者区の一部が分立し、古茂山一洞が発足。
  - 古茂山労働者区の残部・倉坪里の一部が合併し、古茂山二洞が発足。
- 1972年11月 - 石幕里が石幕労働者区に昇格。(4洞1労働者区6里)
- 1974年 - 石幕労働者区が石幕洞に昇格。(5洞6里)
- 1977年11月 - 清津市の昇格に伴い、清津直轄市富寧区域となる。(5洞6里)
- 1985年7月 - 清津直轄市の降格に伴い、咸鏡北道清津市富寧区域となる。(5洞6里)
- 1985年12月 - 富寧区域廃止。
  - 富寧一洞・富寧二洞・古茂山一洞・古茂山二洞・沙河里・石幕洞・金降里・兄弟里・最賢里・倉坪里・舞袖里が新設の咸鏡北道富寧郡に編入。

#### 富寧郡(第3次)
- 1985年12月 - 咸鏡北道清津市富寧区域富寧一洞・富寧二洞・古茂山一洞・古茂山二洞・沙河里・石幕洞・金降里・兄弟里・最賢里・倉坪里・舞袖里をもって、富寧郡を設置。(1邑1労働者区7里)
  - 富寧一洞・富寧二洞が合併し、富寧邑が発足。
  - 古茂山一洞・古茂山二洞が合併し、古茂山労働者区が発足。
  - 石幕洞が石幕里に降格。
- 1987年10月 - 石幕里が石幕労働者区に昇格。(1邑2労働者区6里)
- 1991年9月 - 舞袖里が舞袖労働者区に昇格。(1邑3労働者区5里)

## 下部行政区画

### 沿革
1945年8月15日時点で富寧郡は以下の8面から構成されていた。
- 観海面 － 관해면【觀海面】 （クァネ=ミョン）
- 富居面 － 부거면【富居面】 （プゴ=ミョン）
- 富寧面 － 부령면【富寧面】 （プリョン=ミョン）
- 三海面 － 삼해면【三海面】 （サメ=ミョン）
- 西上面 － 서상면【西上面】 （ソサン=ミョン）
- 石幕面 － 석막면【石幕面】 （ソンマク=ミョン）
- 連川面 － 연천면【連川面】 （ヨンチョン=ミョン）
- 青巌面 － 청암면【靑巖面】 （チョンアム=ミョン）

現在は1邑・3労働者区・5里を管轄する。
- 富寧邑（プリョンウプ）
- 古茂山労働者区（コムサンノドンジャグ）
- 舞袖労働者区（ムスロドンジャグ）
- 石幕労働者区（ソンマンノドンジャグ）
- 金降里（クムガンニ）
- 沙河里（サハリ）
- 倉坪里（チャンピョンニ）
- 最賢里（チェヒョンニ）
- 兄弟里（ヒョンジェリ）

## 交通
- 咸北線
  - 石幕駅 - 章興駅 - 兄弟駅 - 富寧駅 - 古茂山駅 - 石峰駅 - 蒼坪駅
- 茂山線
  - 古茂山駅 - 西上駅 - 舞袖駅 - 廃茂山駅 - 車嶺駅